# Славка-завирушка
Славка-завирушка, или славка-мельничек (лат. Curruca curruca), — вид птиц семейства славковых (Sylviidae).

## Внешний вид
Длина тела 11,5—13,5 см, крыла — около 6,5 см; масса — 12—16 г. Основная окраска оперения буроватая. Голова чёрно-серая, маховые крылья тёмно-бурые. Похожа на серую славку, но несколько уступает ей в размерах и имеет на голове тёмную полоску, проходящую на голове от клюва через глаз к затылку.

## Распространение
Живёт повсюду, где есть кусты и живые изгороди (даже в огородах и палисадниках). Рыхлое гнездо строит невысоко на кустах в мае — июне. Европейские особи зимуют в Центральной Африке. В Центральной Европе — с апреля по октябрь. Имеет обширный ареал : от западных границ Европы до Забайкалья, от лесотундры до южной Азии.

## Образ жизни
Держатся большей частью в подлеске, малозаметны. Прилетают поздно, хотя и раньше других славок. Обитают в кустарниках по опушкам, полянам, негустых лесах с развитым подлеском. В степях и лесотундре населяют в основном поймы с кустами.

## Питание
Птицы питаются пауками, брюхоногими моллюсками, ягодами, насекомыми и личинками.

## Размножение
В первые же дни после прилёта самцы начинают петь, сооружают несколько «сигнальных» (недостроенных) гнёзд. С образованием пары одно гнездо достраивается вместе. Гнездо на кусте на высоте от 0,2 до 1,5 м, иногда до 6—8 метров. В кладке 3—7, чаще 5 яиц неярко-белого цвета с серовато-бурыми пятнами. Птенцы оставляют гнездо в возрасте 11—13 дней, ещё не умея летать. Взрослые кормят их до возраста 3-4 недели.

## Подвиды
Выделяют 6 подвидов:
- Curruca curruca curruca (Linnaeus, 1758) — от Европы до запада Сибири и Малой Азии и севера Ирана
- Curruca curruca blythi (Ticehurst & Whistler, 1933) — от севера Сибири и севера Казахстана до севера Монголии и северо-востока Китая
- Curruca curruca halimodendri (Sushkin, 1904) — юго-восток Росии, Казахстан, Узбекистан, Туркменистан и северо-запад Монголии
- Curruca curruca althaea (Hume, 1878) — от Ирана и юга Туркменистана до севера Пакистана и центра Азии
- Curruca curruca minula (Hume, 1873) — от юга Казахстана до запада Китая
- Curruca curruca margelanica (Stolzmann, 1898) — север Китая

## Изображения
- Славка-завирушка в Чехии
- Славка-завирушка в национальном парке Кеоладео, Индия
- Славка-завирушка на гнезде
- Птенцы